# Cassiopea
A Cassiopea a kehelyállatok (Scyphozoa) osztályának gyökérszájú medúzák (Rhizostomeae) rendjébe, ezen belül a Kolpophorae alrendjébe tartozó Cassiopeidae család egyetlen neme.

## Rendszerezés
A nembe az alábbi 8-9 faj tartozik (a talajlakó medúzán és a Cassiopea maremetensen kívül, az összes többi faj ittléte kérdéses):
- talajlakó medúza (Cassiopea andromeda) (Forsskål, 1775)
- Cassiopea depressa Haeckel, 1880
- Cassiopea frondosa (Pallas, 1774)
- Cassiopea maremetens Gershwin, Zeidler & Davie, 2010
- Cassiopea medusa Light, 1914
- Cassiopea mertensi Brandt, 1838
- Cassiopea ndrosia Agassiz & Mayer, 1899
- Cassiopea ornata Haeckel, 1880
- fordított medúza (Cassiopea xamachana) Bigelow, 1892[* 1]

Az alábbi taxon, csak nomen dubium, azaz „kétséges név” szinten szerepel:
- Cassiopea picta Vanhöffen, 1888